# Parasenecio yakusimensis
Parasenecio yakusimensis là một loài thực vật có hoa trong họ Cúc. Loài này được (Masam.) H.Koyama mô tả khoa học đầu tiên.